# Wandelbos (Tilburg)

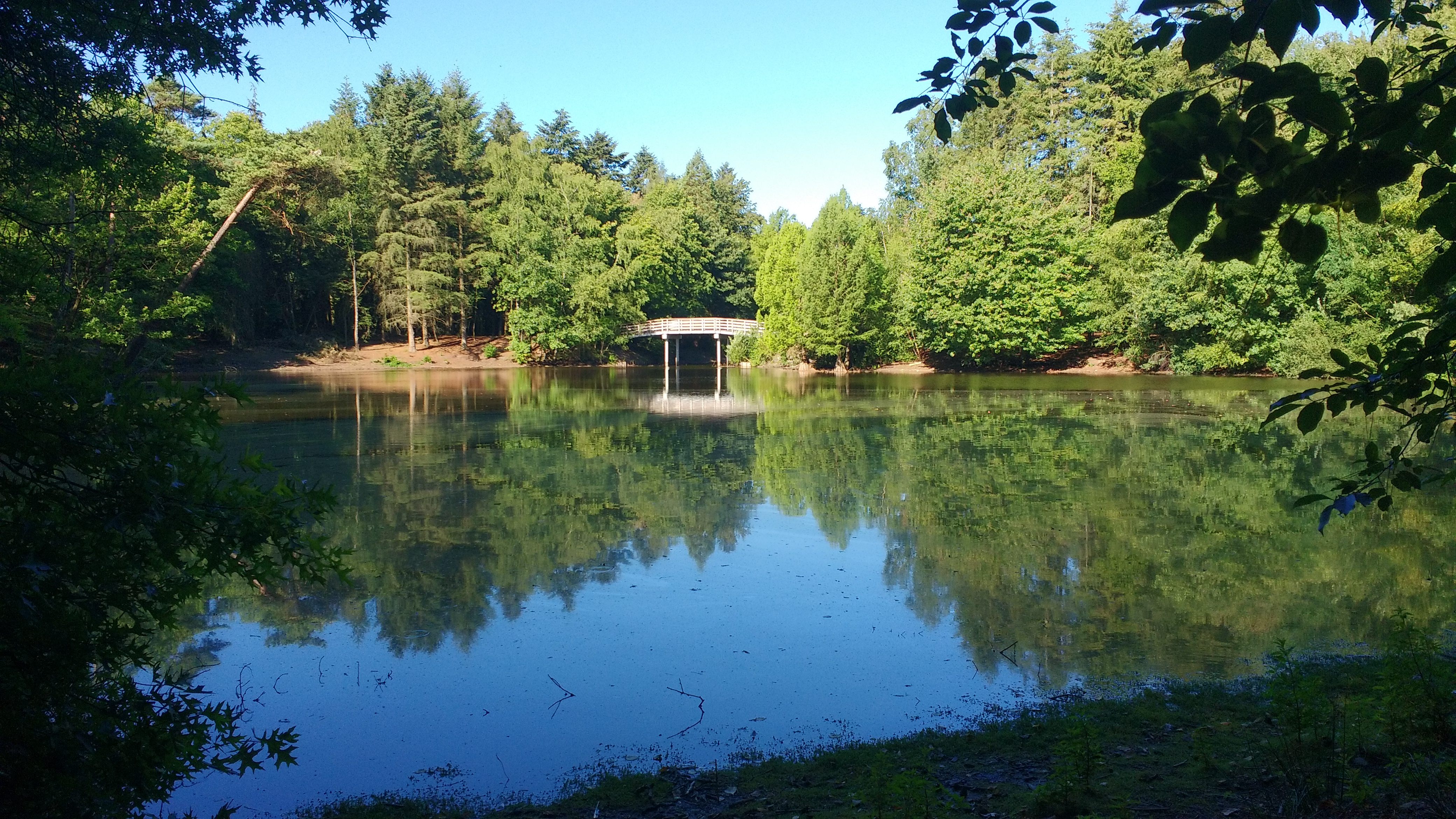
Uitkijk over de vijver in het centrum van het Wandelbos

Het Wandelbos is een stadspark in Tilburg West. Het is in of voor 1917 ontworpen door de bekende landschapsarchitect Leonard Springer die in Tilburg ook het Wilhelminapark (1895) en het Leijpark vorm gaf. Het werd als werkverschaffingsproject uitgevoerd onder leiding van de Nederlandsche Heidemaatschappij en in 1920 in gebruik genomen. In 1921 en 1922 werd een tweede fase gerealiseerd, maar volledig klaar was het pas in 1937. Bij de opening kreeg het de naam Stadswandelbos.

## Ligging en ruimtelijke kenmerken
Het park ligt op enkele honderden meters van Station Tilburg Universiteit in de buurt Wandelbos-zuid, tussen Het Zand en de westelijke uitbreidingswijk de Reeshof. Ten zuiden van het Wandelbos ligt het sterrenbos de Oude Warande, ze worden gescheiden door de Reeshofdijk en de Spoorlijn Breda - Eindhoven. Van west naar oost wordt het park verder begrensd door de Zwartvenseweg, de Indigolaan en de Taxandriëbaan. De omliggende straten vormen een vierhoek van ongeveer zevenhonderd bij vijfhonderd meter, waar de Indigolaan en de service- en verzorgingsflat De Duynsberg nog wel een hap uit nemen. Anno 2023 is dit parkgebied een kleine dertig hectare groot; er is een kinderboerderij en een veldje met speeltoestellen, maar dit zijn latere aanpassingen.
Het park werd aangelegd in wat destijds de Zandsche bosschen werd genoemd, een gebied met dennen dat een kleine kilometer ten westen van de Tilburgse woonwijken lag. Inmiddels heeft de bebouwing zich vooral naar het westen zo sterk uitgebreid dat het in oost-westrichting het midden van de stad vormt. Omdat de oostkant van de stad zijn traditionele centrumfunctie heeft behouden wordt het toch tot Tilburg-west gerekend.

## Springer
Evenals het Wilhelminapark heeft het Wandelbos een aantal markante bomen zoals sequoia's, mammoetbomen, en ook de moerascipressen die opvallend vrij staan, in groepjes van drie in of bij de vijver. In het oog springend is ook de rodondendronvallei met allerlei soorten en bloemkleuren. In de keur van bijzondere planten, onder andere uit Japan en Amerika, is in beide parken de hand van Springer te herkennen, evenals aan de hoofdpaden die in elkaar grijpende ruime bogen vormen, om en over de centrale vijver. Beide parken beantwoorden nog steeds aan de 'romantische, laatnegentiende-eeuwse opzet van Springer'.

## Benaming
Bij de opening kreeg het park de naam Stadswandelbos, maar in de jaren vijftig stond het al bekend als "Wandelbos" Het heeft die naam gegeven aan twee Tilburgse buurten in uitbreidingsplan Het Wandelbos dat in de jaren zestig en jaren zeventig gerealiseerd is. Deze dragen de namen Wandelbos-noord en -zuid. Verder is er de Wandelboslaan, die loopt van het Wandelbos tot aan de Ringbaan-west.

## Guus Meeuwis
Het (Wandel)bos wordt genoemd in het liedje Neem je steeds mijn hart weer mee van Guus Meeuwis, die in Tilburg studeerde: (...) “Ik weet een bankje in het Wandelbos en de wereld staat daar stil.”